# Pompeo Litta Biumi

Stemma Litta-Biumi

Conte Pompeo Litta Biumi (Milano, 24 settembre 1781 – Milano, 17 agosto 1852) è stato uno storico, militare e politico italiano.

## Biografia
Figlio del conte Carlo Matteo Litta Biumi e di Antonia, figlia del conte Carlo Giuseppe Brentano, Pompeo apparteneva a uno dei molti rami nei quali la casata Litta si era suddivisa nel corso della sua storia e che solo nel Settecento aveva aggiunto il cognome Biumi grazie al matrimonio di Francesco, nonno di Pompeo, sposato con Angela Biumi, figlia del marchese di Binasco. Il nonno materno del Litta era stato invece tesoriere generale del Ducato di Milano all'epoca di Maria Teresa imperatrice.
Ancora giovane, frequentò dapprima il collegio dei nobili di Milano e studiò in seguito a Como per poi passare a Venezia ed infine a Siena. Intrapresa la carriera diplomatica, nel 1802 ottenne il primo incarico ufficiale presso la Repubblica italiana napoleonica come segretario aggiunto alla Consulta di Stato. La sua carriera si interruppe però bruscamente nel 1804 quando decise di arruolarsi volontario nell'esercito napoleonico in Italia nel ramo dell'artiglieria, ricevendo un elogio pubblico dal presidente, Francesco Melzi d'Eril, per essere stato il primo nobile a compiere quell'atto. Per questo scopo seguì inizialmente dei corsi di preparazione nelle scuole militari di La Fère e di Strasburgo dalle quali uscì col rango di tenente. Dal 1805 e sino al 1809 prese parte a tutte le campagne napoleoniche contro l'Impero austriaco, segnalandosi in particolare nell'Assedio di Ulma, nella Battaglia di Austerlitz, nella Battaglia di Raab e nella Battaglia di Wagram del 6 luglio del 1809, combattimento quest'ultimo ove ottenne sul campo la promozione a capitano e la Legion d'onore.
Inviato quindi ad Ancona, ebbe l'incarico di organizzare il corpo d'artiglieria destinato alla difesa delle coste contro l'intervento eventuale degli inglesi e si segnalò sempre nel 1814 nella difesa di Ancona contro le truppe del Maresciallo MacDonald. Dopo lo scioglimento dell'esercito napoleonico soggiornò per qualche tempo a Roma per poi fare ritorno a Milano dove mantenne i contatti con il fervente ambiente liberale della metropoli lombarda, collaborando attivamente con Il Conciliatore ed intrattenendo rapporti d'amicizia e collaborazione con Federico Confalonieri e Carlo Cattaneo.
Dopo le Cinque giornate di Milano nel 1848, fu ministro della Guerra nel governo provvisorio di Lombardia. Per eredità ricevuta da suo nonno tramite sua madre, divenne proprietario del Palazzo Brentano a Corbetta che abitò saltuariamente, in particolare durante i periodi estivi.
Nel 1874, ventidue anni dopo la sua morte, nel palazzo dell'Accademia di Brera venne inaugurato un monumento a ricordo del Litta: la statua, opera del milanese Francesco Barzaghi, fu scoperta il 7 di agosto durante una commemorazione a ricordo del conte.

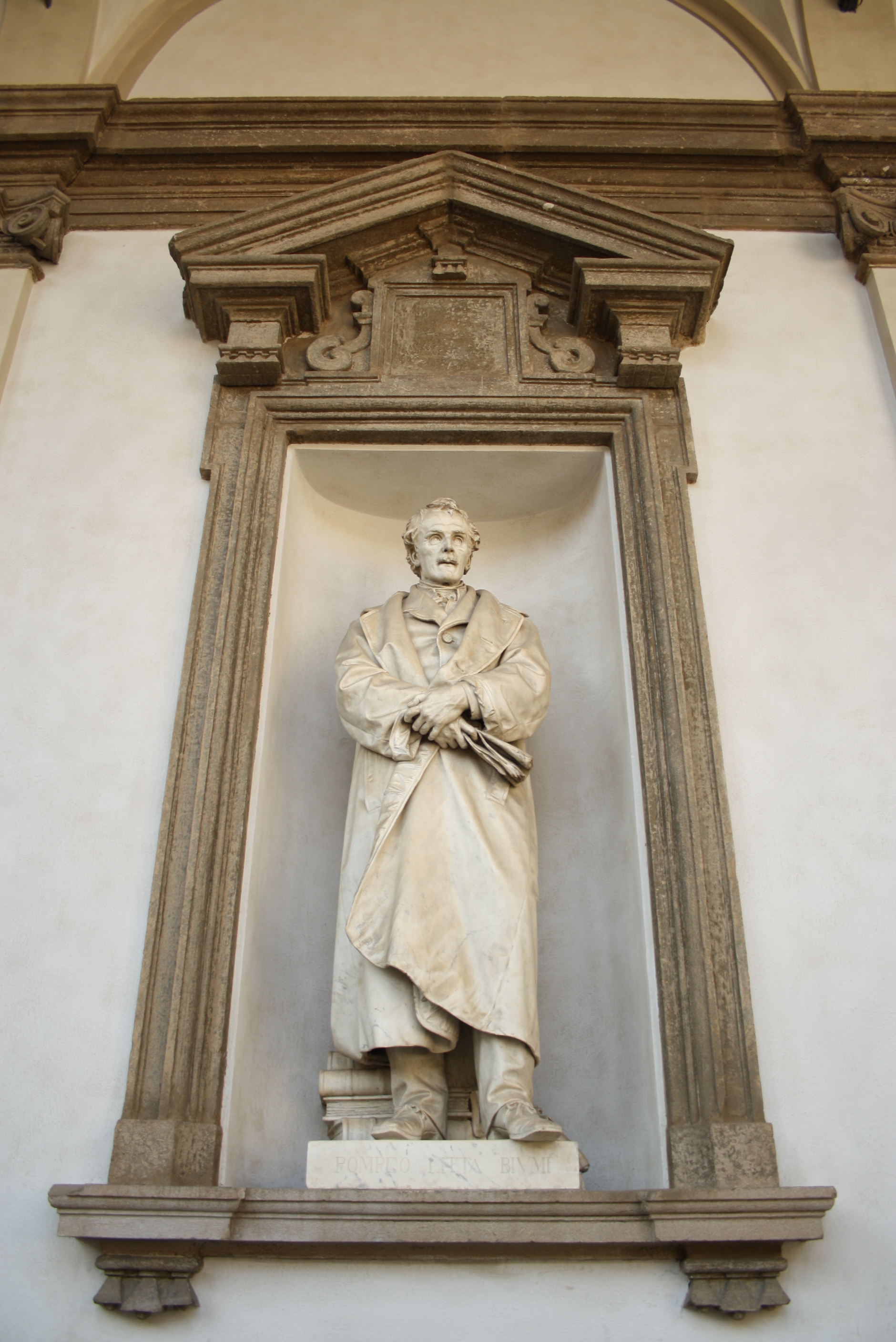
Statua di F. Barzaghi presso l'Accademia di Brera
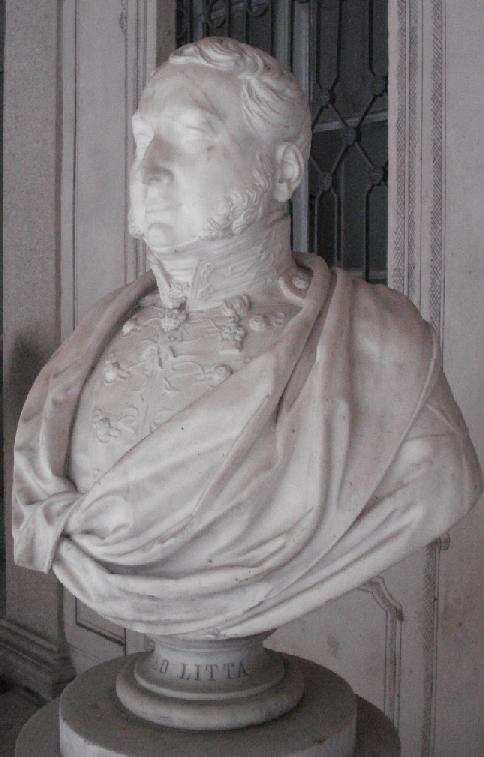
Busto di Pompeo Litta nel cortile di Palazzo Morando a Milano

## Lavori
L'opera più celebre del Litta Biumi, dettata dal suo profondo suo interesse per la storia e per la genealogia, fu Famiglie celebri italiane. Iniziata nel 1814 dopo le campagne militari al fianco della Francia, esaltò le numerose casate nobili della penisola Italiana con particolare riguardo alla nobiltà milanese di cui egli stesso era rappresentante.
- Pompeo Litta Biumi, Famiglie celebri italiane del conte Pompeo Litta, Milano, Presso l'autoré (Tipografia delle famiglie italiane), 1819-1874, OCLC 457496632.

## Albero genealogico
|                                               |                                       |                                              | Genitori                                         |  |  | Nonni |  |  | Bisnonni                       |  |  | Trisnonni       |  |
|                                               |                                       |                                              |                                                  |  |  |       |  |  | Carlo Litta I conte di Appiano |  |  | Francesco Litta |  |
|                                               |                                       |                                              |                                                  |  |  |       |  |  | Carlo Litta I conte di Appiano |  |  | Francesco Litta |  |
|                                               |                                       | Chiara Airoldi                               |                                                  |  |  |       |  |  | Carlo Litta I conte di Appiano |  |  |                 |  |
| Francesco Litta II conte di Appiano           |                                       |                                              |                                                  |  |  |       |  |  | Carlo Litta I conte di Appiano |  |  |                 |  |
|                                               |                                       | Teresa Resta                                 | Giovanni Battista Resta marchese di Villapizzone |  |  |       |  |  |                                |  |  |                 |  |
|                                               |                                       | Teresa Resta                                 | Giovanni Battista Resta marchese di Villapizzone |  |  |       |  |  |                                |  |  |                 |  |
|                                               |                                       | Teresa Resta                                 | Giovanna Lonati                                  |  |  |       |  |  |                                |  |  |                 |  |
| Carlo Matteo Litta Biumi III conte di Appiano |                                       | Teresa Resta                                 |                                                  |  |  |       |  |  |                                |  |  |                 |  |
|                                               |                                       | Pietro Paolo Luigi Biumi marchese di Binasco | Matteo Biumi marchese di Binasco                 |  |  |       |  |  |                                |  |  |                 |  |
|                                               |                                       | Pietro Paolo Luigi Biumi marchese di Binasco | Matteo Biumi marchese di Binasco                 |  |  |       |  |  |                                |  |  |                 |  |
|                                               |                                       | Pietro Paolo Luigi Biumi marchese di Binasco | Agnese Gambarana                                 |  |  |       |  |  |                                |  |  |                 |  |
| Angela Biumi                                  |                                       | Pietro Paolo Luigi Biumi marchese di Binasco |                                                  |  |  |       |  |  |                                |  |  |                 |  |
|                                               |                                       | Isabella Villani                             | Ferrante Villani                                 |  |  |       |  |  |                                |  |  |                 |  |
|                                               |                                       | Isabella Villani                             | Ferrante Villani                                 |  |  |       |  |  |                                |  |  |                 |  |
|                                               |                                       | Isabella Villani                             | Luigia Parravicini                               |  |  |       |  |  |                                |  |  |                 |  |
| Pompeo Litta Biumi IV conte di Appiano        |                                       | Isabella Villani                             |                                                  |  |  |       |  |  |                                |  |  |                 |  |
|                                               | Giuseppe Brentano conte di Caltignaga | Antonio Brentano                             |                                                  |  |  |       |  |  |                                |  |  |                 |  |
|                                               | Giuseppe Brentano conte di Caltignaga | Antonio Brentano                             |                                                  |  |  |       |  |  |                                |  |  |                 |  |
|                                               | Giuseppe Brentano conte di Caltignaga | Teresa Lucini                                |                                                  |  |  |       |  |  |                                |  |  |                 |  |
| Carlo Giuseppe Brentano conte di Caltignaga   | Giuseppe Brentano conte di Caltignaga |                                              |                                                  |  |  |       |  |  |                                |  |  |                 |  |
|                                               |                                       | Antonia Bossi                                | Gaspare Bossi                                    |  |  |       |  |  |                                |  |  |                 |  |
|                                               |                                       | Antonia Bossi                                | Gaspare Bossi                                    |  |  |       |  |  |                                |  |  |                 |  |
|                                               |                                       | Antonia Bossi                                | Girolama Omati                                   |  |  |       |  |  |                                |  |  |                 |  |
| Antonia Brentano                              |                                       | Antonia Bossi                                |                                                  |  |  |       |  |  |                                |  |  |                 |  |
|                                               |                                       | Guido Mazenta marchese                       | Ludovico Mazenta marchese                        |  |  |       |  |  |                                |  |  |                 |  |
|                                               |                                       | Guido Mazenta marchese                       | Ludovico Mazenta marchese                        |  |  |       |  |  |                                |  |  |                 |  |
|                                               |                                       | Guido Mazenta marchese                       | Aurelia Felicita Trotti                          |  |  |       |  |  |                                |  |  |                 |  |
| Giovanna Mazenta                              |                                       | Guido Mazenta marchese                       |                                                  |  |  |       |  |  |                                |  |  |                 |  |
|                                               |                                       | Giulia Calderari                             | Antonio Calderari marchese di Turano             |  |  |       |  |  |                                |  |  |                 |  |
|                                               |                                       | Giulia Calderari                             | Antonio Calderari marchese di Turano             |  |  |       |  |  |                                |  |  |                 |  |
|                                               |                                       | Giulia Calderari                             | Margherita Litta                                 |  |  |       |  |  |                                |  |  |                 |  |
|                                               |                                       | Giulia Calderari                             |                                                  |  |  |       |  |  |                                |  |  |                 |  |